# Damazy Kotowski

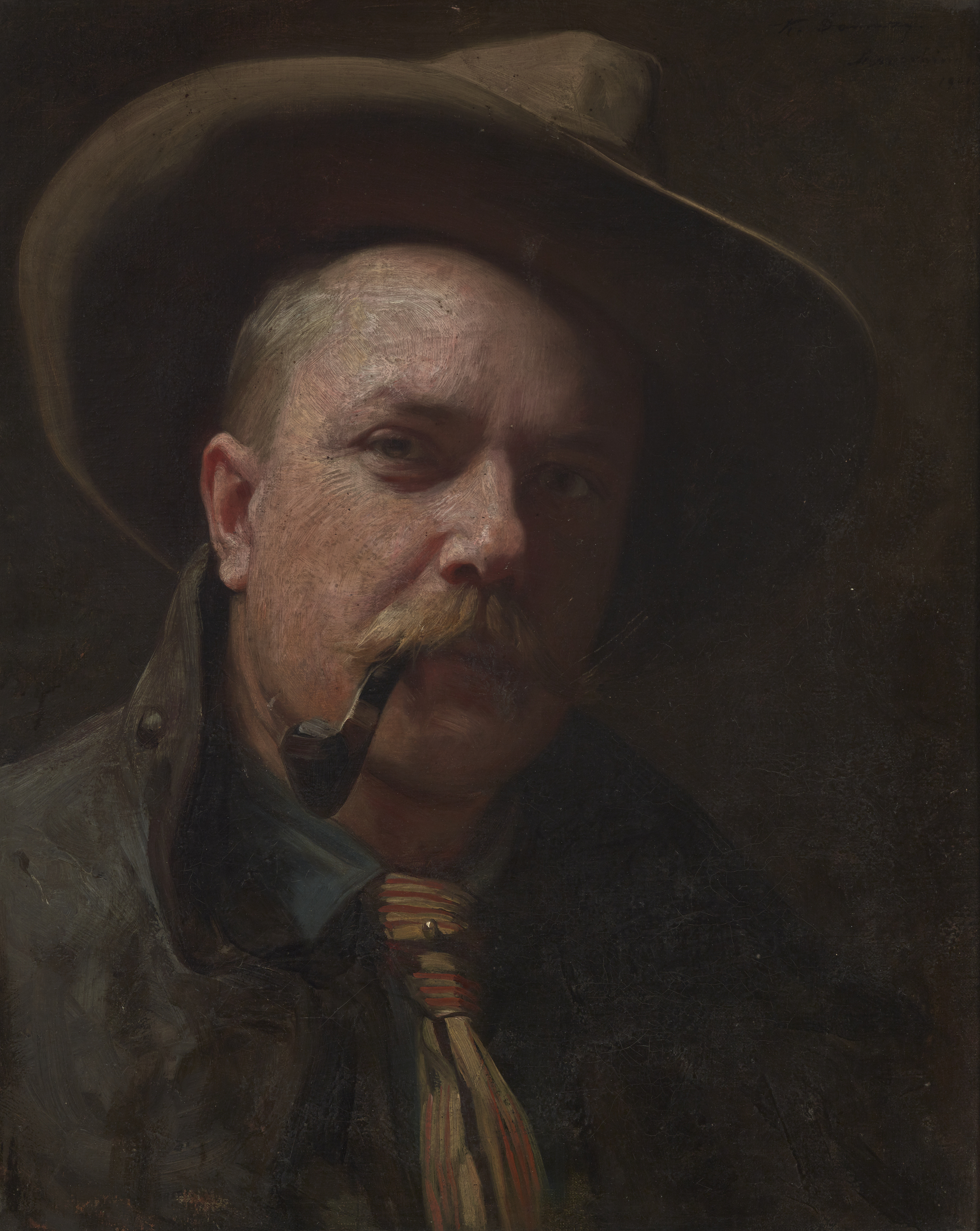
Selbstporträt

Damazy Kotowski (* 8. Dezember 1861 in Petrikau; † 16. August 1943 in Posen) war ein polnischer Maler.

## Leben
Damazy Kotowski studierte zwischen 1885 und 1890 an der Akademie der Bildenden Künste Krakau und war dort Schüler des polnischen Historienmalers Jan Matejko. Während des Studiums absolvierte er zudem einen Auslandsaufenthalt an der Akademie der Bildenden Künste München bei Sándor Wagner. Ab 1888 stellte er in Krakau mit Hilfe der örtlichen Gesellschaft der Freunde der Schönen Künste erstmals sein Werk aus. Es folgten weitere Ausstellungen in Warschau, Lemberg und dem Ausland. Seine Gemälde unterschrieb er zu Anfang nur mit Damazy K. Erst ab 1893 nutzte er seinen vollständigen Namen. 1894 kam es schließlich für die Anfertigung eines Dioramas zu einer Zusammenarbeit mit den Malern Włodzimierz Tetmajer und Ludwik Stasiak. Für das Vestibül der Lemberger Oper malte er 1895 ein allegorisches Fresko.
1915 trat Kotowski im Zuge des Ersten Weltkrieges in die Polnischen Legionen ein, die in Galizien und den Karpaten gegen Truppen des Russischen Kaiserreiches kämpften. Während seines Einsatzes wurde er verwundet und verbrachte die restliche Zeit damit, Illustrationen für die Zeitungen und Kalender der Militärpresse anzufertigen. Nach der Wiedererlangung der polnischen Unabhängigkeit und dem Ende des Polnisch-Sowjetischen Krieges ließ er sich schließlich 1926 in Posen nieder. Dort starb Kotowski 1943 während der Besatzung Polens durch die Wehrmacht im Zuge des Zweiten Weltkrieges.

## Werk
Kotowski arbeitete vor allem als Freskenmaler und Dekorateur. Um seinen Lebensunterhalt zu finanzieren, restaurierte er auch Wohnungen und gab Zeichenunterricht. Seine überwiegend impressionistisch anmutenden Pastell- und Ölgemälde können der Genremalerei zugerechnet werden. Zu seinen bekanntesten Werken zählen vor allem das Porträt des polnischen Schriftstellers Jan Kasprowicz und die künstlerische Auseinandersetzung mit der Kultur der Huzulen.